# Baciami ancora
Baciami ancora è un film del 2010 scritto e diretto da Gabriele Muccino.
Il film, sequel de L'ultimo bacio, è uscito nelle sale cinematografiche il 29 gennaio 2010. Il film ha ottenuto tre candidature al David di Donatello, vincendo per il brano di Jovanotti.

## Trama
Roma. Carlo e Giulia stanno per concludere il loro divorzio; lei, che ha in affidamento la piccola Sveva, convive da tre anni con Simone, mentre Carlo ha una relazione con la venticinquenne Anna. Paolo, depresso e dipendente dagli psicofarmaci, ha iniziato una relazione con Livia, la moglie di Adriano, di ritorno dopo aver scontato una lunga condanna per aver tentato di importare un carico di cocaina dalla Colombia.
Marco, in apparenza felicemente sposato con Veronica, nasconde in realtà una profonda crisi aggravata dalla vana attesa di un figlio. Alberto, tornato dal goliardico viaggio con gli amici alla fine del primo film, cova ancora la voglia di evadere dalla routine che li sta schiacciando tutti. La situazione è destinata ad esplodere per tutti i protagonisti. Carlo, nonostante i continui reciproci tradimenti, non ha mai dimenticato Giulia: li riavvicinerà un malore in ufficio, a causa del quale Carlo crederà di avere un male incurabile, in realtà dovuto ad una cisti congenita al cervello.
Un momento di vera passione avrà come conseguenza una nuova gravidanza e Anna, riconoscendo che i due si amano ancora, si farà da parte. Marco, irritato dalle continue uscite serali di Veronica con le amiche mentre lui fa tardi in ufficio, le chiede di essere onesta con lui e di non tradirlo. La donna inizia però una relazione con il giovane artista Lorenzo. Marco, disperato di fronte alla decisione di Veronica di andarsene di casa, viene trattenuto dagli amici dal fare uno sproposito e comincia a chiedersi dove possa aver sbagliato: accetta di tornare dall'analista e di sottoporsi ai controlli sulla fertilità che aveva sempre rifiutato.
Veronica scoprirà di essere incinta di Lorenzo, ma di fronte alla reazione contrariata del giovane, che le dichiara di non volere legami, tornerà in lacrime da Marco chiedendogli di perdonarla. I due accoglieranno il bambino come quel figlio che non avevano potuto avere insieme. Adriano, rimasto senza un lavoro, si è stabilito temporaneamente da Carlo e ha preso in gestione il negozio di Paolo, lieto di liberarsi dell'odiato negozio di immagini sacre.
Livia vorrebbe che il figlio non conoscesse neppure il padre, ma poi gli permette di incontrarlo; in seguito è proprio Matteo stesso a voler conoscere il padre anche se l'inizio tra i due non è proprio idilliaco. Livia vorrebbe essere felice con Paolo ma ha paura dei suoi continui cambi d'umore e della sua dipendenza dai farmaci, tanto da non permettergli mai di dormire da lei. Paolo, caduto in una crisi senza scampo, giocherà alla roulette russa con la pistola del padre finché non indovinerà tragicamente il colpo.
Tutti gli amici si ritroveranno all'obitorio. Nel frattempo Adriano conosce casualmente Adele, madre di due figli e abbandonata dal marito, che aveva una doppia vita; i due si frequentano, all'inizio per far conoscere i figli tra di loro, e poi, quando Adriano rivelerà alla donna il suo passato, i due inizieranno una relazione, migliorando così anche il rapporto con il figlio. Dopo la morte di Paolo, Alberto decide di partire di nuovo per il Brasile, licenziandosi dal lavoro e partendo con i pochi soldi della liquidazione. Giulia, dopo la scoperta della gravidanza, sembra decisa a rimanere con Simone ma le sue illusioni cadono quando si rende conto che Sveva avrebbe potuto rivelare tutto a Carlo.
Per risolvere la cosa Giulia si reca da Carlo e gli comunica il suo stato, lui tenta in tutti i modi di persuaderla a tornare con lui ma la donna sembra decisa a rimanerne lontana. È Anna a questo punto ad andarsene, consigliando ai due di pensarci molto bene prima di divorziare, in quanto il loro amore non solo non è mai svanito ma è più evidente di prima. Giulia allora decide di lasciare Simone e tornare con Carlo. Il film si conclude con i parti di Veronica e Giulia, Livia che nota che il figlio ha scritto "papà" sul comodino della camera matrimoniale dal lato del letto in cui lei non dorme, Adriano che corre felice con Matteo, Adele e i suoi due figli ed infine Alberto che, con lo zaino in spalla, arriva ad una spiaggia del Brasile.

## Produzione
Le riprese del film sono iniziate il 26 giugno 2009 a Roma e terminate il 30 settembre dello stesso anno. Domenico Procacci, produttore del film del 2001, ha confermato la presenza di gran parte del cast del primo film (tranne per il ruolo di Giulia, per il quale Vittoria Puccini ha preso il posto di Giovanna Mezzogiorno): Stefano Accorsi, Claudio Santamaria, Sabrina Impacciatore, Pierfrancesco Favino, Daniela Piazza, Marco Cocci e Giorgio Pasotti. Ha aggiunto anche la presenza di quattro new entry: Valeria Bruni Tedeschi, Adriano Giannini, Francesca Valtorta e Primo Reggiani. Il ruolo di Sveva viene interpretato da Sara Girolami.
Giovanna Mezzogiorno ha rifiutato di interpretare di nuovo il ruolo di Giulia, tanto da far arrabbiare Muccino che ha dichiarato «Giovanna può segnarsi sull'agenda che non lavorerà più con me». Prima dell'inizio delle riprese, girò voce che il ruolo di Giulia dovesse essere interpretato da Claudia Pandolfi, ma poi il regista le preferì la Puccini.
Martina Stella, che nel primo film interpretava Francesca, la liceale che fece perdere la testa a Carlo, ha dichiarato di aver rifiutato di tornare al ruolo che le diede la fama: «Provo tanto affetto per Gabriele Muccino, gli devo immensa riconoscenza per aver creduto in me, ma credo che quel personaggio sia finito lì ne L'ultimo bacio. Trovo che sia più giusto, per me, non proseguire». Muccino, qualche giorno dopo, ha affermato di non averle mai offerto il ruolo: «È stato divertente scoprire che Martina Stella ha rifiutato una parte che in realtà non è mai esistita. Mi dispiace che Martina si faccia pubblicità in questo modo, ma voglio chiarire che il suo ruolo era realmente finito nel primo film. Non è mai stato previsto uno sviluppo del ruolo. Giovanna (Mezzogiorno, ndr) almeno ha rifiutato qualcosa che c'è. Solo nella prima stesura del copione era previsto un piccolissimo cameo in omaggio a Martina, che poi è stato tagliato. Oggi chiunque abbia in mano il copione sa che quel ruolo non esiste più».

## Colonna sonora
Il commento musicale originale viene realizzato da Paolo Buonvino negli storici studi Forum Music Village di Roma. Jovanotti ha scritto insieme a Saturinino Celani e RIccardo Onori, con la produzione musicale di Michele Canova Iorfida, il brano originale Baciami ancora.
Nella tracklist della colonna sonora ufficiale figurano le seguenti tracce:
1. Paolo Buonvino – Ancora baci – 2:39
2. Citizen Cope – Sideways – 5:19
3. Sylvie Lewis – Old Friends – 2:37
4. Paolo Buonvino – Volteggi – 1:50
5. Paolo Buonvino – Contrasti – 5:15
6. The Magic Numbers – This Love – 5:40
7. The Zombies – You Make Me Feel Good – 2:37
8. Paolo Buonvino – L'assenza – 2:18
9. Doris Day – Can't Help Falling in Love – 2:41
10. Mina – Vulcano – 2:30
11. Paolo Buonvino – Ancora travolti – 2:51
12. Jacques Brel – La chanson des vieux amants – 4:28
13. Sophia – I Left You – 7:26
14. Paolo Buonvino – Preghiera di Adriano – 2:50
15. Ornella Vanoni, Toquinho & Vinícius de Moraes – Io so che ti amerò (Eu sei que vou te amar) – 3:26
16. Frankie Valli – Can't Take My Eyes Off You – 3:21
17. Paolo Buonvino – Follia di Paolo – 3:37
18. Citizen Cope – D'Artagnan's Theme – 5:04
19. Paolo Buonvino – La meraviglia di esserci – 4:05
20. Jovanotti – Baciami ancora – 4:40
21. Paolo Buonvino – Silenzi – 2:16
22. Paolo Buonvino – Dove stiamo andando? – 2:31

## Riconoscimenti
- 2010 - David di Donatello
  - Migliore canzone originale (Baciami ancora) a Jovanotti
  - Candidatura Migliore attore non protagonista a Pierfrancesco Favino
  - Candidatura David Giovani a Gabriele Muccino
- 2010 - Nastro d'argento
  - Candidatura Migliore sceneggiatura a Gabriele Muccino
  - Candidatura Miglior produttore a Domenico Procacci
  - Candidatura Migliore attrice non protagonista a Valeria Bruni Tedeschi
  - Candidatura Migliore attore non protagonista a Pierfrancesco Favino
  - Candidatura Migliore montaggio a Claudio Di Mauro
  - Candidatura Migliore canzone originale (Baciami ancora) a Jovanotti

## Curiosità
- Nel film c'è un omaggio alla grande commedia italiana: Adriano, Paolo e Alberto che litigano in piazza della Consolazione andando ognuno per la sua strada, come nel film C'eravamo tanto amati (1974) di Ettore Scola quando i tre amici, interpretati da Vittorio Gassman, Stefano Satta Flores e Nino Manfredi, litigano nella stessa piazza. La stessa piazza sarà poi nuovamente utilizzata dal regista dieci anni dopo per alcune scene del suo film Gli anni più belli.
- Durante il film c'è una scena in cui Carlo e Adriano stanno vedendo in TV Io sono leggenda, chiaro omaggio a Will Smith, che ha lavorato con Gabriele Muccino nei film La ricerca della felicità e Sette anime.